# Earl Warren
Earl Warren (19. března 1891 Los Angeles, Kalifornie – 9. července 1974 Washington, D.C.) byl americký právník a politik. V letech 1938–1942 působil v Kalifornii jako nejvyšší státní zástupce, 1943–1953 jako 30. guvernér státu Kalifornie; 1953–1969 byl předsedou Nejvyššího soudu USA.
Roku 1948 neúspěšně kandidoval za republikány na viceprezidenta USA. Roku 1952 kandidoval za republikány na funkci prezidenta USA, opět neúspěšně. Posléze podporoval republikány při kandidatuře na funkci prezidenta USA Dwighta Eisenhowera.
Ten jej jmenoval předsedou Nejvyššího soudu USA. Dne 1. března 1954 byl Senátem USA v této funkci potvrzen. Dwight D. Eisenhower později řekl, že to byl jeho největší omyl.
Earl Warren v Nejvyšším soudu usiloval o to, aby byla rasová segregace protiústavní, aby stanovil jako kritérium legislativního poměrného zastoupení zásadu jeden člověk, jeden hlas a aby rozšířil většinu ochrany Listiny práv na státní soudy.
Předsedal také komisi pro vyšetřování atentátu na Johna Fitzgeralda Kennedyho.
Na základě americké tradice do jeho rukou složili přísahu tito prezidenti USA:
- 20. ledna 1957 soukromě, 21. ledna 1957 veřejně – Dwight D. Eisenhower
- 20. ledna 1961 – John F. Kennedy
- 20. ledna 1965 – Lyndon B. Johnson
- 20. ledna 1969 – Richard Nixon

Rezignoval v roce 1969.